# Douglas Kellner

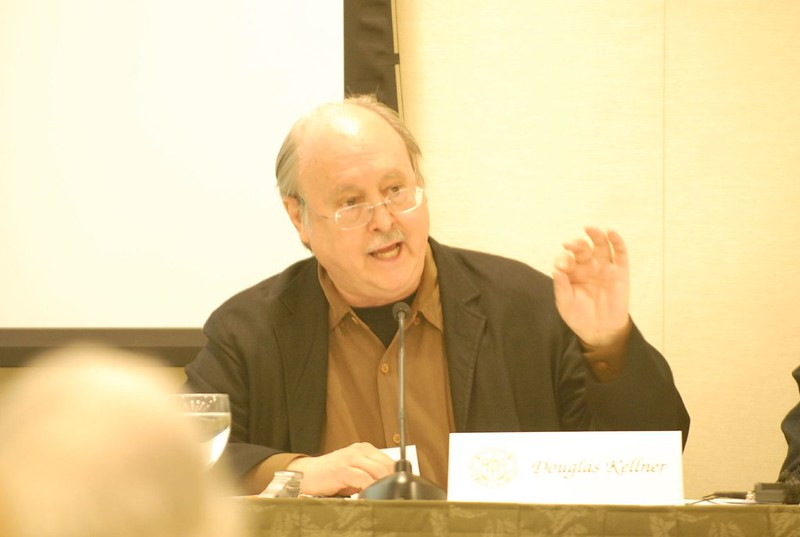
Douglas Kellner

Douglas Kellner (* 1943) ist ein amerikanischer Philosoph und Professor an der University of California, Los Angeles. Er ist seit 1998 Herausgeber der gesammelten Schriften Herbert Marcuses und wird als Angehöriger der „dritten Generation“ der Frankfurter Schule bezeichnet.
Kellner legte das Bachelor-Examen 1965 am Doane College ab und wurde 1973 im Fach Philosophie an der Columbia University zum Ph.D. promoviert. Vorher hatte er mehrere Studienaufenthalte in Europa, darunter auch von 1969 bis 1971 an der Universität Tübingen. Nach der Promotion war er von 1973 bis 1997 erst Assistant Professor, dann Associate Professor und schließlich seit 1985 Full Professor an der University of Texas at Austin. Seit 1997 ist er Professor für Bildungsphilosophie an der University of California in Los Angeles. Er gehört dem Vorstand der International Herbert Marcuse Society an.

## Schriften (Auswahl)
- Herbert Marcuse and the Crisis of Marxism. University of California Press, Berkeley 1984, ISBN 0520051769.
- Ernesto "Che" Guevara. Chelsea House Publishers, New York 1989, ISBN 1555468357.
- Grand Theft 2000. Media spectacle and a stolen election. Rowman & Littlefield, Lanham 2000, ISBN 0742521028.
- From 9/11 to Terror War. The dangers of the Bush legacy. Rowman & Littlefield, Lanham 2003, ISBN 0742526372.
- Guys and Guns Amok. Domestic terrorism and school shootings from the Oklahoma City bombing to the Virginia Tech massacre. Paradigm Publishers, Boulder (Colorado) 2008, ISBN 9781594514920.